# Hondsrug

Querschnitt des Höhenzugs

Der Hondsrug, auch Drenther Erhebung genannt, ist der Name eines  bis zu 26 Meter hohen Höhenzugs in den niederländischen Provinzen Groningen und Drenthe.
Es handelt sich dabei um eine sandige Erhebung mitten im ehemals ausgedehnten Bourtanger Moor, die sich vom „Drentschen Plateau“ bis zum „Hogeland“ zieht und in früherer Zeit die einzige Verbindung dieser beiden Gebiete war.